# Papá está extraño
Papá está extraño (en hangul, 아버지가 이상해; romanización revisada, Abeojiga isanghae) es una serie de televisión surcoreana transmitida por KBS 2TV desde el 4 de marzo hasta el 27 de agosto de 2017. La serie transcurre en un edificio a las afueras de Seúl, donde la familia Byun recibe por sorpresa a un famoso cantante que asegura ser hijo del padre. Desde entonces, los cuatro hermanos y su madre deben enfrentarse a los desafíos que trae integrar un nuevo miembro de la familia como también deben enfrentar una serie de verdades extrañas con su padre. Papá está extraño es protagonizada durante 52 episodios por Kim Yeong Cheol, Kim Hae Sook, Ryu Soo Young, Lee Yoo Ri, Lee Joon, Jung So Min, Ryu Hwa Young y Min Jin-woong.
La serie fue dirigida por Lee Jae Sang y escrita por Park Kyung Soo. La producción y proceso de creación de Papá está extraño fue desarrollado desde finales de 2016 con el fin de reemplazar en horario a la serie Sastrería Árbol de Laurel. El proceso se concluyó con la primera lectura de guion que fue realizada el 11 de enero de 2017 en Korean Broadcasting System. Durante el desarrollo de Papá está extraño se realizaron varios cambios y originalmente la actriz Kim So Yeon iba a participar, sin embargo, por motivos personales decidió retirarse de la producción, entonces, el papel fue otorgado a Lee Yoo Ri posteriormente.

## Argumento
Ahn Joong Hee (Lee Joon), tras ser músico, ahora quiere convertirse en un actor respetado. Para ello, desea actuar en una serie de televisión acerca de un padre y su hijo, sin embargo, el no conoce a su verdadero padre y tras buscar información llega de repente a la casa de la familia Byun asegurando que es su hijo.  Ahí conoce a sus padres Byun Han Soo (Kim Yeong Cheol) y Na Young Shil (Kim Hae Sook), junto a sus hermanos Joon Young (Min Jin-woong), Hye Young (Lee Yoo Ree), Mi Young (Jung So Min) y Ra Young (Ryu Hwa Young).
A ellos se les unen Cha Jung Hwan, el esposo de Hye Young e hijo de Bok Nyeo y Kyoo Taek; Kim Yoo Joo, la esposa de Joon Young, quien tiene sus propios problemas con su madre; Park Chul Soo, un atractivo entrenador de fútbol y novio de Ra Young, que a su vez es el hijo de Park Hong Ik, el director de una importante empresa y hermano gemelo de Park Young Hee.  Asimismo, en el mismo edificio vive parte de la familia de Young Shil y este es administrado por Oh Bok Nyeo, una mujer de mal carácter que tiene varios problemas de convivencia con su marido, Cha Kyoo Taek, quienes son los padres de Jung Hwan.
De pronto tras la llegada de Joong Hee, la familia queda asombrada por la revelación. Sin embargo rápidamente lo aceptan, aunque más tarde los hermanos Byun descubren que en realidad el no es su medio hermano, y la verdadera razón por la cual sus padres mintieron.

## Reparto

### Personajes principales
- Kim Yeong Cheol como Byun Han Soo / Lee Yoon Seok.[5]
  - Lee Ik-jun como Lee Yoon Seok / Byun Han Soo (de joven)
- Lee Joon como Ahn Joong Hee.[6]
- Kim Hae-sook como Na Young Shil.
- Min Jin-woong como Byun Joon Young.
- Lee Yoo Ri como Byun Hye Young.[7]
- Jung So Min como Byun Mi Young.
- Ryu Hwa Young como Byun Ra Young.[8]
- Ahn Hyo Seop como Park Chul Soo.[9]
- Ryu Soo Young como Cha Jung Hwan.
- Lee Mi-do como Kim Yoo Joo.

### Personajes secundarios

#### Familia extensa de la casa Byun
- Lee Mi-do como Kim Yoo Joo.
- Park Hye-sook como Kim Mal Boon.
- Lee Jun-hyeok como Na Young-shik.
- Jang So-yeon como Lee Bo Mi.[10]
- Jung Joon-won como Na Min Ha.
- So Hee-jung como la madre de Yoo-joo.[11]

#### Familia de Park Chul-soo
- Song Won-seok como Park Young-hee, el hermano de Chul-soo.
- Lee Byung-joon como Park Hong-ik, el padre de Chul-soo y Young-hee.

#### Familia de Cha Jeong-hwan
- Kang Seok-woo como Cha Kyu-taek.
- Song Ok-sook como Oh Bok-nyeo.

### Otros personajes
- Kim Hae Sook como Na Young Shil.
- Ryu Soo Young como Cha Jung Hwan.
- Lee Yoo Ree como Byun Hye Young / Lee Hye Young.
- Lee Joon como Ahn Joong Hee.
- Jung So Min como Byun Mi Young / Lee Mi Young.
- Min Jin Ung como Byun Joon Young / Lee Joon Young.
- Ryu Hwa Young como Byun Ra Young / Lee Ra Young.
- Lee Bong-ryun como Yoon-ryeon.
- Jung Hee-tae como Kang Woo Seop.[12]
- Kang Da Bin como Jin Sung Joon.
- Kim Se Ra como Ahn Soo Jin.
- Nam Tae Boo como Nam Tae Boo.
- Choi Dae Sung como Boo Jang.
- Jung Soo Kyo como Joong Beom.
- Kim Da Ye como Lim Yeon Ji.

### Apariciones especiales
- Kim Jung-young como la madre de Yoon-seok.
- Jo Woo-jong como el presentador de "Love and Battlefield".
- Kwon Jae-kwang como el director de "2 Day 1 NightTogether".
- Kim Jung-ha.
- Seo Yoon-ah como Hyun-ji, la exnovia de Ahn Joong-hee.
- Yang Hak-jin como Yeon Tae-soo, el exnovio de Byun Ra-young.[13]
- Kim Chanmi como un miembro del personal del drama.
- Lee Na-eun como un miembro del personal del drama.
- Uhm Ji-in
- Sung Hyuk como Moon Ji-sang.

## Recepción

### Audiencia
En azul la audiencia más baja y en rojo la más alta, correspondientes a las empresas medidoras TNms y AGB Nielsen, desde el primer episodio emitido el 4 de marzo hasta el último del 27 de agosto de 2017.
| Ep. #    | Fecha de estreno     | Cuotas de audiencia | Cuotas de audiencia | Cuotas de audiencia | Cuotas de audiencia |
| Ep. #    | Fecha de estreno     | TNmS Ratings        | TNmS Ratings        | AGB Nielsen         | AGB Nielsen         |
| Ep. #    | Fecha de estreno     | Nacional            | Seúl                | Nacional            | Seúl                |
| -------- | -------------------- | ------------------- | ------------------- | ------------------- | ------------------- |
| 1        | 4 de marzo de 2017   | 21.1 %              | 19.4 %              | 22.9 %              | 22.7 %              |
| 2        | 5 de marzo de 2017   | 24.4 %              | 23.3 %              | 26.5 %              | 25.7 %              |
| 3        | 11 de marzo de 2017  | 19.6 %              | 18.8 %              | 21.4 %              | 20.7 %              |
| 4        | 12 de marzo de 2017  | 21.9 %              | 21.1 %              | 24.4 %              | 24.5 %              |
| 5        | 18 de marzo de 2017  | 21.1 %              | 20.7 %              | 22.5 %              | 21.4 %              |
| 6        | 19 de marzo de 2017  | 26.2 %              | 23.5 %              | 27.1 %              | 26.3 %              |
| 7        | 25 de marzo de 2017  | 22.6 %              | 21.0 %              | 22.4 %              | 21.6 %              |
| 8        | 26 de marzo de 2017  | 26.9 %              | 25.1 %              | 26.8 %              | 25.6 %              |
| 9        | 1 de abril de 2017   | 23.5 %              | 19.8 %              | 21.9 %              | 21.9 %              |
| 10       | 2 de abril de 2017   | 26.4 %              | 24.6 %              | 25.8 %              | 25.5 %              |
| 11       | 8 de abril de 2017   | 22.0 %              | 19.6 %              | 22.3 %              | 22.4 %              |
| 12       | 9 de abril de 2017   | 25.5 %              | 23.3 %              | 26.8 %              | 25.9 %              |
| 13       | 15 de abril de 2017  | 22.9 %              | 20.7 %              | 22.8 %              | 22.4 %              |
| 14       | 16 de abril de 2017  | 27.6 %              | 25.5 %              | 28.0 %              | 27.6 %              |
| 15       | 22 de abril de 2017  | 24.7 %              | 22.5 %              | 23.0 %              | 22.4 %              |
| 16       | 23 de abril de 2017  | 24.4 %              | 22.8 %              | 23.5 %              | 23.4 %              |
| 17       | 29 de abril de 2017  | 24.4 %              | 23.1 %              | 24.2 %              | 23.9 %              |
| 18       | 30 de abril de 2017  | 28.2 %              | 26.5 %              | 27.1 %              | 26.7 %              |
| 19       | 6 de mayo de 2017    | 25.7 %              | 25.1 %              | 25.2 %              | 24.4 %              |
| 20       | 7 de mayo de 2017    | 28.8 %              | 27.1 %              | 29.2 %              | 28.4 %              |
| 21       | 13 de mayo de 2017   | 24.7 %              | 25.3 %              | 26.1 %              | 25.6 %              |
| 22       | 14 de mayo de 2017   | 27.9 %              | 27.7 %              | 30.4 %              | 29.2 %              |
| 23       | 20 de mayo de 2017   | 24.7 %              | 22.6 %              | 24.0 %              | 23.0 %              |
| 24       | 21 de mayo de 2017   | 30.2 %              | 28.6 %              | 30.5 %              | 29.3 %              |
| 25       | 27 de mayo de 2017   | 25.1 %              | 23.5 %              | 24.2 %              | 23.8 %              |
| 26       | 28 de mayo de 2017   | 30.5 %              | 29.7 %              | 31.0 %              | 31.1 %              |
| 27       | 3 de junio de 2017   | 25.6 %              | 24.1 %              | 26.4 %              | 25.1 %              |
| 28       | 4 de junio de 2017   | 28.7 %              | 27.6 %              | 31.0 %              | 30.7 %              |
| 29       | 10 de junio de 2017  | 27.3 %              | 25.6 %              | 26.1 %              | 25.1 %              |
| 30       | 11 de junio de 2017  | 29.9 %              | 27.9 %              | 31.7 %              | 30.9 %              |
| 31       | 17 de junio de 2017  | 25.8 %              | 23.6 %              | 26.5 %              | 25.2 %              |
| 32       | 18 de junio de 2017  | 30.5 %              | 28.1 %              | 31.6 %              | 31.1 %              |
| 33       | 24 de junio de 2017  | 27.1 %              | 25.1 %              | 27.4 %              | 27.5 %              |
| 34       | 25 de junio de 2017  | 29.7 %              | 28.6 %              | 31.4 %              | 31.2 %              |
| 35       | 1 de julio de 2017   | 27.0 %              | 25.1 %              | 28.8 %              | 28.7 %              |
| 36       | 2 de julio de 2017   | 31.7 %              | 29.8 %              | 33.2 %              | 33.0 %              |
| 37       | 8 de julio de 2017   | 28.8 %              | 26.7 %              | 28.8 %              | 28.8 %              |
| 38       | 9 de julio de 2017   | 31.9 %              | 29.7 %              | 32.5 %              | 32.4 %              |
| 39       | 15 de julio de 2017  | 28.1 %              | 26.3 %              | 28.7 %              | 29.0 %              |
| 40       | 16 de julio de 2017  | 31.5 %              | 29.7 %              | 33.4 %              | 33.1 %              |
| 41       | 22 de julio de 2017  | 28.1 %              | 25.3 %              | 27.0 %              | 26.9 %              |
| 42       | 23 de julio de 2017  | 32.7 %              | 30.2 %              | 32.1 %              | 32.3 %              |
| 43       | 29 de julio de 2017  | 24.1 %              | 27.8 %              | 28.0 %              | 28.2 %              |
| 44       | 30 de julio de 2017  | 32.4 %              | 28.4 %              | 31.0 %              | 31.2 %              |
| 45       | 5 de agosto de 2017  | 27.1 %              | 23.8 %              | 28.3 %              | 28.4 %              |
| 46       | 6 de agosto de 2017  | 32.3 %              | 28.8 %              | 32.2 %              | 32.4 %              |
| 47       | 12 de agosto de 2017 | 27.8 %              | 24.4 %              | 27.9 %              | 27.2 %              |
| 48       | 13 de agosto de 2017 | 32.6 %              | 30.3 %              | 34.1 %              | 34.4 %              |
| 49       | 19 de agosto de 2017 | 27.7 %              | 25.2 %              | 30.3 %              | 30.1 %              |
| 50       | 20 de agosto de 2017 | 34.1 %              | 31.2 %              | 36.5 %              | 36.3 %              |
| 51       | 26 de agosto de 2017 | 29.2 %              | 25.6 %              | 28.6 %              | 28.2 %              |
| 52       | 27 de agosto de 2017 | 33.1 %              | 30.3 %              | 33.7 %              | 33.3 %              |
| Promedio | Promedio             | 27,2 %              | 25,4 %              | 27,8 %              | 27,4 %              |

### Premios y nominaciones
| Año                      | Premio                        | Categoría                  | Nominado | Resultado | Notas |
| ------------------------ | ----------------------------- | -------------------------- | -------- | --------- | ----- |
| 2017                     |                               |                            |          |           |       |
| Top Excellence Actress   | Premios KBS Drama             | Lee Yoo Ri                 | Ganadora | [ 16 ]    |       |
| Mejor pareja             | Premios KBS Drama             | Lee Yoo Ri y Ryu Soo-young | Ganadora | [ 16 ]    |       |
| Mejor actriz revelación  | Premios KBS Drama             | Ryu Hwa-young              | Ganadora | [ 16 ]    |       |
| Brand of the Year Awards | Actriz del año                | Lee Yoo Ri                 | Ganadora |           |       |
| Korea Drama Awards       | Gran premio (Daesang)         | Kim Yeong-cheol            | Nominado |           |       |
| Korea Drama Awards       | Premio a la excelencia, actor | Min Jin-woong              | Ganador  |           |       |
| 1st The Seoul Awards     | Mejor actriz secundaria       | Jung So Min                | Nominada |           |       |

## Emisión internacional
- Latinoamérica: Pasiones (2019).
- Perú: Willax Televisión (2019 - 2020).
- Teleamazonas (2024)